# Saint-Mars-des-Prés
Saint-Mars-des-Prés (conosciuto precedentemente come Saint-Mars-en-Puybelliard e, durante la Rivoluzione francese, La Prairiale) è una località della Vandea. Già comune autonomo, il 25 giugno 1964 fu soppresso e il suo territorio accorpato a quello di Chantonnay.